# Liste der Einträge im National Register of Historic Places in Tallahassee
Die Liste der Einträge im National Register of Historic Places in Tallahassee führt alle 59 Bauwerke und historischen Stätten im Tallahassee im Leon County im US-Bundesstaat Florida auf, die in das National Register of Historic Places aufgenommen wurden.
Die Objekte mit den Nummern 1, 12, 38, 39, 53 und 59 liegen außerhalb des Stadtgebiets im Leon County und sind hier daher nicht aufgeführt.

## Legende
| NRHP | Historic Place    |
| HD   | Historic District |

## Aktuelle Einträge
| [ 2 ] | Name                                                              | Bild                                                          | Eintragsdatum                 | Lage | Beschreibung                                |
| ----- | ----------------------------------------------------------------- | ------------------------------------------------------------- | ----------------------------- | --- | ------------------------------------------- |
| 2     | Bannerman Plantation                                              | Bannerman Plantation                                          | 6. Juni 2002 ID-Nr. 02000606  | 13426 Meridian Road North 30° 38′ 42″ N, 84° 16′ 44″ W | Teil der Rural Resources of Leon County MPS |
| 3     | Bellevue                                                          | Bellevue                                                      | 11. März 1971 ID-Nr. 71000238 | Südwestlich von Tallahassee, abseits der Florida State Road 371 30° 24′ 45″ N, 84° 20′ 41″ W                                                                                  |                                             |
| 4     | Billingsley Farm                                                  | Billingsley Farm                                              | 5. Sep. 2007 ID-Nr. 07000897  | 3640 Oakhurst Lane 30° 30′ 59,7″ N, 84° 4′ 29″ W |                                             |
| 5     | Blackwood-Harwood Plantations Cemetery                            | weitere Bilder                                                | 6. Okt. 1999 ID-Nr. 99000712  | Nordöstlich des Knotens der Florida State Road 263 mit der Interstate 10 30° 29′ 13″ N, 84° 21′ 1″ W                                                                          |                                             |
| 6     | Bradley’s Country Store                                           | weitere Bilder                                                | 12. Apr. 1984 ID-Nr. 84000902 | Moccasin Gap Road 30° 35′ 27″ N, 84° 7′ 31″ W |                                             |
| 7     | Caroline Brevard Grammar School                                   | weitere Bilder                                                | 17. Dez. 1987 ID-Nr. 87002151 | 727 South Calhoun Street 30° 26′ 9″ N, 84° 16′ 45″ W |                                             |
| 8     | Brokaw-McDougall House                                            | weitere Bilder                                                | 24. Juli 1972 ID-Nr. 72000333 | 329 North Meridian Road 30° 26′ 44″ N, 84° 16′ 35″ W |                                             |
| 9     | Calhoun Street Historic District                                  | weitere Bilder                                                | 24. Okt. 1979 ID-Nr. 79000677 | U.S. Highway 90 und Florida State Road 61 30° 26′ 47″ N, 84° 16′ 44″ W |                                             |
| 10    | Carnegie Library                                                  | Carnegie Library                                              | 17. Nov. 1978 ID-Nr. 78000949 | Auf dem Campus der Florida Agricultural and Mechanical University 30° 25′ 39″ N, 84° 17′ 11″ W                                                                                |                                             |
| 11    | Cascades Park                                                     | weitere Bilder                                                | 12. Mai 1971 ID-Nr. 71000239  | Etwa begrenzt durch den Apalachee Parkway und die Straßen Bloxham Street, Suwanee Street, Munroe Street und Meridian Street 30° 26′ 8″ N, 84° 16′ 38″ W                       |                                             |
| 13    | Flavius C. Coles Farmhouse                                        | weitere Bilder                                                | 7. Jan. 1992 ID-Nr. 91001911  | 411 Oakland Avenue 30° 25′ 52″ N, 84° 16′ 41″ W |                                             |
| 14    | The Columns                                                       | weitere Bilder                                                | 21. Mai 1975 ID-Nr. 75000561  | 100 North Duval Street 30° 26′ 32″ N, 84° 17′ 0″ W |                                             |
| 15    | Covington House                                                   | weitere Bilder                                                | 7. Sep. 1989 ID-Nr. 89001386  | 328 Cortez Street 30° 27′ 42″ N, 84° 16′ 30″ W |                                             |
| 16    | Escambe                                                           | Escambe                                                       | 14. Mai 1971 ID-Nr. 71000240  | Adresse nicht veröffentlicht |                                             |
| 17    | Exchange Bank Building                                            | weitere Bilder                                                | 29. Nov. 1984 ID-Nr. 84000262 | 201 South Monroe Street 30° 26′ 25″ N, 84° 16′ 50″ W |                                             |
| 18    | First Presbyterian Church                                         | weitere Bilder                                                | 9. Sep. 1974 ID-Nr. 74000649  | 102 North Adams Street 30° 26′ 32″ N, 84° 16′ 57″ W |                                             |
| 19    | Florida Agricultural and Mechanical College Historic District     | Florida Agricultural and Mechanical College Historic District | 9. Mai 1996 ID-Nr. 96000530   | Etwa entlang des Martin Luther King Boulevard von der South Adams Street bis zum Wahnish Way 30° 25′ 37″ N, 84° 17′ 7″ W                                                      |                                             |
| 20    | Florida Governor’s Mansion                                        | weitere Bilder                                                | 20. Juli 2006 ID-Nr. 06000618 | 700 North Adams Street 30° 26′ 59″ N, 84° 16′ 57″ W |                                             |
| 21    | Florida State Capitol                                             | weitere Bilder                                                | 7. Mai 1973 ID-Nr. 73000584   | South Monroe Street 30° 26′ 16″ N, 84° 16′ 53″ W |                                             |
| 22    | Gallie’s Hall and Buildings                                       | weitere Bilder                                                | 20. Okt. 1980 ID-Nr. 80000954 | Abseits der State Road 61 30° 26′ 23″ N, 84° 16′ 55″ W |                                             |
| 23    | Goodwood                                                          | weitere Bilder                                                | 30. Juni 1972 ID-Nr. 72000334 | 1500 Miccosukee Road 30° 27′ 29″ N, 84° 15′ 28″ W |                                             |
| 24    | Greene-Lewis House                                                | weitere Bilder                                                | 11. Juni 1998 ID-Nr. 98000677 | 535 West College Avenue 30° 26′ 24″ N, 84° 17′ 24″ W |                                             |
| 25    | Greenwood Cemetery                                                | weitere Bilder                                                | 5. Juni 2003 ID-Nr. 03000510  | Old Bainbridge Road 30° 27′ 37″ N, 84° 17′ 43″ W |                                             |
| 26    | The Grove                                                         | The Grove                                                     | 13. Juni 1972 ID-Nr. 72000335 | Adams Street und 1st Avenue 30° 27′ 1″ N, 84° 16′ 55″ W |                                             |
| 27    | Jacksonville, Pensacola and Mobile Railroad Company Freight Depot | weitere Bilder                                                | 30. Dez. 1997 ID-Nr. 97001589 | 918 Railroad Avenue 30° 25′ 59″ N, 84° 17′ 26″ W |                                             |
| 28    | Killearn Plantation Archeological and Historic District           | Killearn Plantation Archeological and Historic District       | 16. Aug. 2002 ID-Nr. 02000836 | 3540 Thomasville Road 30° 31′ 8″ N, 84° 15′ 4″ W |                                             |
| 29    | Lake Jackson Mounds                                               | weitere Bilder                                                | 6. Mai 1971 ID-Nr. 71000241   | 30° 30′ 0″ N, 84° 18′ 49″ W |                                             |
| 30    | Leon High School                                                  | weitere Bilder                                                | 21. Sep. 1993 ID-Nr. 93000982 | 550 East Tennessee Street 30° 26′ 41,5″ N, 84° 16′ 29″ W |                                             |
| 31    | Lewis House                                                       | weitere Bilder                                                | 14. Feb. 1979 ID-Nr. 79000679 | Nördlich von Tallahassee an der 3117 Okeeheepkee Road 30° 29′ 22″ N, 84° 18′ 46″ W                                                                                            |                                             |
| 32    | Lichgate on High Road                                             | weitere Bilder                                                | 31. März 2006 ID-Nr. 06000211 | 1401 High Road 30° 27′ 39″ N, 84° 18′ 49″ W |                                             |
| 33    | Los Robles Gate                                                   | weitere Bilder                                                | 21. Sep. 1989 ID-Nr. 89001480 | Thomasville Road und Meridian Road 30° 27′ 30″ N, 84° 16′ 37″ W |                                             |
| 34    | Los Robles Historic District                                      |                                                               | 12. Nov. 2014 ID-Nr. 14000902 | Etwa begrenzt durch die Thomasville Road und die North Meridian Road 30° 27′ 41,2″ N, 84° 16′ 32,9″ W                                                                         |                                             |
| 35    | Magnolia Heights Historic District                                | weitere Bilder                                                | 29. Juni 1984 ID-Nr. 84000906 | 701-1005 East Park Avenue und Cadiz Street 30° 26′ 30″ N, 84° 16′ 6″ W |                                             |
| 36    | Gov. John W. Martin House                                         | weitere Bilder                                                | 6. Jan. 1986 ID-Nr. 86000024  | 1001 Governor’s Drive 30° 26′ 6″ N, 84° 15′ 50″ W |                                             |
| 37    | Meridian Road                                                     | Meridian Road                                                 | 20. März 2013 ID-Nr. 13000081 | 30° 36′ 13,1″ N, 84° 17′ 49,4″ W |                                             |
| 40    | Old City Waterworks                                               | weitere Bilder                                                | 31. Jan. 1979 ID-Nr. 79000680 | East Gaines Street und South Gadsden Street 30° 26′ 8″ N, 84° 16′ 41″ W |                                             |
| 41    | Old Fort Braden School                                            | weitere Bilder                                                | 14. Apr. 1994 ID-Nr. 94000347 | Jackson Bluff Road, 18 Meilen westlich von Tallahassee 30° 25′ 32″ N, 84° 32′ 5″ W                                                                                            |                                             |
| 42    | Park Avenue Historic District                                     | weitere Bilder                                                | 24. Okt. 1979 ID-Nr. 79000681 | Park Avenue und Call Street 30° 26′ 34″ N, 84° 16′ 55″ W |                                             |
| 43    | Pisgah United Methodist Church                                    | weitere Bilder                                                | 3. Mai 1974 ID-Nr. 74000650   | Nördlich von Tallahassee, südöstlich der State Road 151 30° 33′ 5″ N, 84° 9′ 49″ W                                                                                            |                                             |
| 44    | John Gilmore Riley House                                          | weitere Bilder                                                | 1. Aug. 1978 ID-Nr. 78000950  | 419 East Jefferson Street 30° 26′ 21″ N, 84° 16′ 39″ W |                                             |
| 45    | Roberts Farm Historic and Archeological District                  | weitere Bilder                                                | 2. Nov. 1995 ID-Nr. 95001186  | Roberts Road, 1 Meile östlich der Centerville Road 30° 32′ 0″ N, 84° 9′ 27″ W                                                                                                 | Teil der Rural Resources of Leon County MPS |
| 46    | Rollins House                                                     | Rollins House                                                 | 31. Dez. 2001 ID-Nr. 01001415 | 5456 Rollins Pointe 30° 32′ 35″ N, 84° 19′ 41″ W |                                             |
| 47    | Ruge Hall                                                         | Ruge Hall                                                     | 1. Aug. 1997 ID-Nr. 97000838  | 655 West Jefferson Street 30° 26′ 21″ N, 84° 17′ 35″ W |                                             |
| 48    | St. John’s Episcopal Church                                       | weitere Bilder                                                | 10. Aug. 1978 ID-Nr. 78000951 | 211 North Monroe Street 30° 26′ 37″ N, 84° 16′ 49″ W |                                             |
| 49    | San Luis de Apalache                                              | weitere Bilder                                                | 15. Okt. 1966 ID-Nr. 66000266 | 2 Meilen westlich von Tallahassee 30° 27′ 4″ N, 84° 19′ 11″ W |                                             |
| 50    | San Pedro y San Pablo de Patale                                   | San Pedro y San Pablo de Patale                               | 26. Juni 1972 ID-Nr. 72000336 | 6 Meilen östlich von Tallahassee 30° 28′ 4″ N, 84° 9′ 0,4″ W |                                             |
| 51    | Smoky Hollow Historic District                                    | Smoky Hollow Historic District                                | 27. Okt. 2000 ID-Nr. 00001199 | Etwa begrenzt durch die East Lafayette Street, die Gleise der CSX, Myers Park und die Myers Park Lane 30° 26′ 11″ N, 84° 16′ 19″ W                                            |                                             |
| 52    | Sollner-Wall House                                                | Sollner-Wall House                                            | 9. Okt. 2012 ID-Nr. 12000839  | 2235 Chaires Cross Road 30° 28′ 27″ N, 84° 7′ 32,6″ W |                                             |
| 54    | Strickland School                                                 |                                                               | 12. Nov. 2014 ID-Nr. 14000903 | 14735 Beth Page Rd. 30° 40′ 6,2″ N, 84° 10′ 52,1″ W |                                             |
| 55    | Tall Timbers Plantation                                           |                                                               | 7. Apr. 1989 ID-Nr. 89000240  | County Road 12, 3 Meilen westlich des U.S. Highway 319 30° 39′ 19″ N, 84° 13′ 33″ W                                                                                           |                                             |
| 56    | Tallahassee Historic District Zones I And II                      | Tallahassee Historic District Zones I And II                  | 26. Okt. 1972 ID-Nr. 72000337 | Calhoun Street zwischen der Georgia Street und der Tennessee Street sowie an der East Park Avenue zwischen der Gadsden Street und Calhoun Street 30° 26′ 46″ N, 84° 16′ 46″ W |                                             |
| 57    | Taylor House                                                      | Taylor House                                                  | 6. Apr. 2015 ID-Nr. 15000127  | 442 W. Georgia St. 30° 26′ 52,8″ N, 84° 17′ 14,6″ W |                                             |
| 57    | Tookes House                                                      | weitere Bilder                                                | 26. Jan. 2001 ID-Nr. 01000004 | 412 West Virginia Avenue 30° 26′ 44″ N, 84° 17′ 11″ W |                                             |
| 58    | Union Bank                                                        | weitere Bilder                                                | 24. Feb. 1971 ID-Nr. 71000242 | Apalachee Parkway und Calhoun Street 30° 26′ 15″ N, 84° 16′ 48″ W |                                             |
| 60    | David S. Walker Library                                           | weitere Bilder                                                | 22. Juni 1976 ID-Nr. 76000600 | 209 East Park Avenue 30° 26′ 29″ N, 84° 16′ 49″ W |                                             |
| 61    | Williams House                                                    | Williams House                                                | 4. Apr. 1996 ID-Nr. 96000360  | 450 Saint Francis Street 30° 26′ 4″ N, 84° 17′ 17″ W |                                             |
| 62    | Winterle House                                                    | Winterle House                                                | 17. Feb. 1998 ID-Nr. 98000082 | 1111 Paul Russell Road 30° 24′ 17″ N, 84° 15′ 57″ W |                                             |
| 63    | Woman’s Club of Tallahassee                                       | weitere Bilder                                                | 18. Nov. 1987 ID-Nr. 87002046 | 1513 Cristobal Drive 30° 27′ 38″ N, 84° 16′ 32″ W |                                             |
| 64    | Woman’s Working Band House                                        | Woman’s Working Band House                                    | 20. Okt. 2010 ID-Nr. 10000848 | 648 W. Brevard St. 30° 26′ 57″ N, 84° 17′ 34″ W |                                             |